# クリスチャン・マルカン
クリスチャン・マルカン（Christian Marquand、1927年3月15日 - 2000年11月27日）は、フランスの俳優、映画監督である。

## プロフィール
マルセイユ生まれ。父はスペイン人、母はアラブ人。17歳の頃、俳優を志しパリへ出てヴィユ・コロンビエ座で演技を学ぶ。その後、ジャン・コクトーの知遇を得て、端役として1945年の映画『美女と野獣』でデビュー。1952年の『ボルジア家の毒薬』あたりから注目され始め、以降は野生と知性のミックスされた男優スターとして活躍した。1962年には『太陽は傷だらけ』で監督にも進出、また『史上最大の作戦』をはじめ『ロード・ジム』や『飛べ!フェニックス』などアメリカ映画にも出演。1963年にジャン＝ピエール・オーモンの娘ティナ・オーモンと結婚するが後に別居。一時期、ドミニク・サンダと同棲していたこともあった。2000年にパリ近郊でアルツハイマー病のため亡くなった。
弟に俳優のセルジュ・マルカン。妹は映画監督のナディーヌ・トランティニャン。ナディーヌの著書『兄とアルツハイマー病』（晶文社）に病気との壮絶な闘いが綴られている。

## 主な出演作品
- 史上最大の作戦 The Longest Day (1962)
- 日曜日には鼠を殺せ Behold a Pale Horse (1964)
- 飛べ!フェニックス The Flight of the Phoenix (1965)
- 地獄の黙示録 特別完全版 Apocalypse Now (2001)

## 監督作
- 太陽は傷だらけ Les Grands Chemins (1963)
- キャンディ Candy (1968)